# Annet-sur-Marne
 Annet-sur-Marne  es una población y comuna francesa, en la región de Isla de Francia, departamento de Sena y Marne, en el distrito de Torcy y cantón de Claye-Souilly.

## Demografía
| 875 | 979 | 952 | 906 | 1 005 | 971 | 1 009 | 970 | 935 | 970 | 990 | 930 | 889 | 910 | 956 | 924 | 989 | 932 | 910 | 990 | 889 | 1 006 | 1 122 | 953 | 903 | 1 001 | 1 178 | 1 201 | 1 715 | 1 714 | 2 128 | 2 482 | 3 198 |
| Para los censos de 1962 a 1999 la población legal corresponde a la población sin duplicidades (Fuente: INSEE [Consultar]) |     |     |     |       |     |       |     |     |     |     |     |     |     |     |     |     |     |     |     |     |       |       |     |     |       |       |       |       |       |       |       |       |